# 제15집단군
제15군집단(15th Army Group)은 1943년부터 1945년까지 제2차 세계 대전 후기에 활약했던 연합국의 군집단이다.

## 역사

### 제2차 세계 대전
1943년 코드명 허스키 작전인 시실리 침공 계획에 따라 북아프리카 알제에서 창설되었다. 미국 제7군과 영국 제8군이 주력을 맡았다. 시실리를 점령하고 이탈리아 침공을 위해 집단군은 제7군을 미국 제5군과 교대시켰으며, 1944년 1월에 재구성을 마쳤다. 3월 이탈리아 연합군으로 개명되었으며, 해럴드 알렉산더 영국 장군의 지휘를 받았다. 1944년 말에 이탈리아 북부로 진격하여 로마를 점령했다. 그 해 12월 마크 W. 클라크 미국 중장이 지휘를 맡으면서 집단군은 제15집단군으로 명칭이 되돌려졌다. 1945년 5월 포도탄 작전으로 나치 독일과 이탈리아 사회 공화국의 항복을 받아내었다.

### 오스트리아 군정기
연합국이 오스트리아를 구역을 나눠 군정기를 진행하였다. 제15군집단에서 미국 외 다른 연합국의 부대가 빠져나간 뒤, 미국 오스트리아 점령군(U.S. Occupational Forces Austria (USFA))으로 재편성되어 1947년 3월 15일까지 유럽 전구군의 지휘통제에서 반쯤 독립적으로 운영되었다. 1955년 5월 15일, 연합국은 오스트리아 국가 조약에 서명하면서 6월 27일부로 군정기를 끝내기로 합의하였고, 각국의 군정군은 철수하기 시작하였다. 오스트리아 국가 조약은 7월 27일 발효되었다.

## 전투 서열
- 연합국의 이탈리아 침공/허스키 작전
- 안지오 전투/싱글(Shingle) 작전
- 아젠타 갭 전투(영어판)
- 1945년 이탈리아 춘계 공세/포도탄 작전

### 1944년 6월
제5군과 제7군을 교대한 이후의 1944년 6월의 전투 서열.
- 미국 제5군
  - 미국 제3군단
    - 미국 제34보병사단
    - 미국 제88보병사단
    - 미국 제91보병사단

  - 미국 제5군단
    - 브라질 원정군
    - 남아프리카 제6기갑사단
    - 미국 제85보병사단
    - 미국 제442보병연대

  - 영국 제8군단
    - 영국 제1보병사단
    - 영국 제6기갑사단
    - 인도 제8사단
- 영국 제8군
  - 영국 제5군단
    - 영국 제1기갑사단
    - 영국 제4보병사단
    - 인도 제4보병사단
    - 영국 제46노스미들랜드 보병사단
    - 영국 제56런던 사단
    - 영국 제25전차여단

  - 캐나다 제1군단
    - 캐나다 제1사단
    - 뉴질랜드 제2사단
    - 캐나다 제5기갑사단
    - 영국 제21전차여단
    - 그리스 제3산악여단

  - 폴란드 제2군단
    - 폴란드 제3보병사단 "카르파티아"
    - 폴란드 제5보병사단 "크레소와"
    - 폴란드 제2기갑여단 "바르샤바"

  - 영국 제10군단
    - 인도 제10사단
    - 영국 제9기갑여단

## 사령관
1. 해럴드 알렉산더; 1943년
2. 마크 W. 클라크; 1944년 1월

## 기록

### 계보
- 1943년, 15th Army Group→제15군집단
- 1944년 1월 11일,  Allied forces in Italy→주이탈리아 연합군
- 1944년 1월 18일, Allied Central Mediterranean Force→중앙지중해 연합군
- 1944년 3월 9일, Allied Armies in Italy→이탈리아 연합군
- 1944년 12월 11일, 15th Army Group→제15군집단
- 1945년 7월 5일, U.S. Occupational Forces Austria→미국 오스트리아 점령군
- 1947년, U.S. Forces Austria→주오스트리아 미군

### 참전
- 이탈리아 전역
  - 연합군의 이탈리아 침공/허스키 작전
  - 우비 작전
  - 몬테카시노 전투
  - 안치오 전투/싱글(Shingle) 작전
  - 아젠타 갭 전투
  - 고딕 전선/올리브 작전
  - 1945년 이탈리아 춘계 공세/포도탄 작전